# Zemljina atmosfera
Zemljina atmosfera je sloj plinova koji okružuju planet Zemlju i koji zadržava Zemljina gravitacija. Sadrži oko četiri petine dušika i jednu petinu kisika, dok su količine ostalih plinova neznatne ili u tragovima. Atmosfera štiti život na Zemlji apsorbirajući ultraljubičasto Sunčevo zračenje i smanjujući temperaturne ekstreme između dana i noći.
Atmosfera ne završava naglo. Ona polagano postaje rjeđa i postupno nestaje u svemiru. Ne postoji konačna granica između atmosfere i vanjskog svemira. Tri četvrtine mase atmosfere nalazi se unutar 11 km od površine planeta. Ona ima masu od 5×1018 kg, od čega 75 % se nalazi ispod 11 km iznad tla. U SAD-u se osoba koja putuje iznad visine od 80 km naziva astronautom. Visina od 120 km označava granicu gdje atmosferski utjecaji postaju vidljivi tijekom ulaska svemirske letjelice u atmosferu (veliko zagrijavanje). Također se često kao granicu atmosfere i svemira uzima Karmanova crta na udaljenosti od 100 km od površine.

## Kemijski sastav atmosfere
Zrak je naziv za mješavinu plinova koji tvore Zemljinu atmosferu, te jedan od osnovnih životnih uvjeta, potreban prije svega za disanje i fotosintezu. Suhi zrak sadrži (po obujmu) 78,08% dušika, 20,95% kisika,, 0,93% argona i ostalih plinova u manjim količinama, kao što su staklenički plinovi, od kojih su najznačajniji vodena para, ugljikovog dioksid, metan, dušikovi oksidi i ozon.
Primjese u atmosferi su razne krute i tekuće čestice. Njihova količina i volumni udjeli u atmosferi nisu stalni. Krute čestice, koje su koloidalno raspršene u atmosferi dio su primjesa atmosfere, koji se naziva aerosol (lat. aero = zrak i solvere = rastaviti). Izvori aerosola mogu biti prirodni i umjetni (stvara ih čovjek). Aerosol može biti organskog i anorganskog podrijetla. U prirodnim uvjetima atmosfera nije nikada sasvim suha i čista. U atmosferi uvijek ima primjesa, od kojih je atmosfera mutna i vlažna. Prirodni izvori (jaki pustinjski vjetrovi, šumski i stepski požari, vulkanski pepeo, cvjetni pelud, spore i sl.) i umjetni izvori (posebno u gradovima i industrijskim regijama) mogu u zrak emitirati mnoštvo čestica aerosola, pa može nastati suha mutnoća, kao što su spojevi klora, fluora, sumpora, te živa.
Dodir atmosfere s litosferom i hidrosferom, je prostor u kojemu postoje najpovoljniji uvjeti za postanak, razvoj i opstanak života na Zemlji. Atmosfera štiti površinu Zemlje od prekomjernog zagrijavanja danju i hlađenja (noću da nema atmosfere dneva temperatura bi bila preko 100 C°,a noćna ispod -100 C°), štiti je od opasnog Sunčevog kratkovalnog zračenja (posebno UV zračenja), te od opasnih kozmičkih zraka.
|                                    |                                                         |
| Plin                               | Obujam                                                  |
| Dušik (N2)                         | 78,084%                                                 |
| Kisik (O2)                         | 20,946%                                                 |
| Argon (Ar)                         | 0,9340%                                                 |
| Ugljikov dioksid (CO2)             | 0,039%                                                  |
| Neon (Ne)                          | 0,001818%                                               |
| Helij (He)                         | 0,000524%                                               |
| Metan (CH4)                        | 0,000179%                                               |
| Kripton (Kr)                       | 0,000114%                                               |
| Vodik (H2)                         | 0,000055%                                               |
| Dušikov suboksid (N2O)             | 0,00003%                                                |
| Ugljikov monoksid (CO)             | 0,00001%                                                |
| Ksenon (Xe)                        | 0,000009%                                               |
| Ozon (O3)                          | 0 do 7·10−6 %)                                          |
| Dušikov dioksid (NO2)              | 0,000002%                                               |
| Jod (I2)                           | 0,000001%                                               |
| Amonijak (NH3)                     | u tragovima                                             |
| Nije uključeno u gornji suhi zrak: |                                                         |
| Vodena para (H2O)                  | ~0.40% po cijeloj atmosferi, uglavnom 1%-4% na površini |

## Različita područja u atmosferi
Vertikalna je struktura atmosfere vrlo složena. Obično se po različitim kriterijima atmosfera dijeli na pojedine sfere. Uz već spomenutu podjelu atmosfere na homosferu i heterosferu s obzirom na kemijski sastav (turbopauza je granica između njih), atmosferu je moguće podijeliti i u odnosu na termička svojstva pojedinih dijelova, a isto tako i na osnovi stupnja ionizacije tj. električne vodljivosti pojedinih slojeva atmosfere. U geografiji posebno značenje ima podjela atmosfere prema temperaturi.

### Podjela atmosfere prema temperaturi
Prosječna temperatura atmosfere na površini Zemlje je 14 °C (287 K).

#### Troposfera
Troposfera je sloj koji leži uz površinu Zemlje. Najniži je, najgušći i najtopliji dio Zemljine atmosfere kojem je prosječna visina u srednjem pojasu 10-12 km, na ekvatoru 16-18 km, a na polovima samo 6-8 km. Ova razlika u visini posljedica je toga što je zrak u ekvatorskom pojasu izložen jačem Sunčevom zračenju i zagrijavanju, koje tamo jače utječe na širenje zraka nego u polarnim pojasima (Gay-Lussacov zakon).
Troposfera se dijeli na površinski sloj visok 2-3 km (peplogranica) i iznad njega advekcijski sloj. Premda zauzima vrlo malen dio cjelokupne atmosfere, ona predstavlja 75-80% Zemljine atmosfere. Razlog tome je što se zrak kao i svaki plin može komprimirati. Otud je tlak u donjim slojevima veći zbog vlastite težine viših slojeva i s visinom opada nelinearno.
U njoj se nalazi gotovo sva vodena para, a topli zrak se podiže s površine, dok se hladniji zrak iz većih visina spušta što je uzrok svih meteoroloških zbivanja na Zemlji odnosno vremenskih prilika.
Za troposferu je tipičan konstantan pad temperature za oko 0,65°C na svakih 100 m visine. Stoga je na granici troposfere, ovisno o njenoj visini, temperatura između -50°C (u polarnom pojasu) i -80°C (na ekvatoru).
Granicu sa stratosferom čini tropopauza u kojoj temperatura koleba i počinje rasti (ovisno o geografskoj širini i dobu godine).

#### Stratosfera
Stratosfera je sloj koji se prostire između mezosfere i troposfere. Stratosfera se proteže od 18 km na ekvatoru (na polovima od oko 8 km) do visine od oko 55 km. U ovom sloju temperatura se neprestano povisuje od -55°C (na srednjim širinama i na polovima) odnosno od -85°C (na ekvatoru) te doseže 0°C. Tlak je oko 1/1000 atmosferskog tlaka.
Sloj je stabilan zbog temperaturne inverzije. Razlog leži u raspadanju molekularnog kisika (O2) u ozon (O3) pod utjecajem Sunčevih kratkovalnih (200 – 320 nm), ultraljubičastih zraka. Kisik apsorbira ove po čovjeka štetne zrake i pri tome se dijeli i vezuje u troatomski oblik kisika – ozon. Stratosfera sadrži 90% atmosferskog ozona.
Razaranje ozona predstavlja dvije različite pojave, koje su primjećene kasnih 1970-tih, a to su smanjenje količine ozona u ozonskom omotaču, za otprilike 0,4 % godišnje i ozonske rupe, pojava smanjenja stratosferskog ozona u listopadu, iznad Antartike. Uzroci tih dviju pojava su slični, ljudske aktivnosti stvaraju povećanu koncentraciju klora (Cl) i broma (Br), posebno ispuštanjem klorofluorovodika (freoni) i halona. Svaki atom Cl ili Br, može razbiti i preko 10 000 molekula ozona, prije nego što nestane iz stratosfere.

#### Mezosfera
Mezosfera je sloj koji se nalazi iznad stratosfere i ispod termosfere. Temperatura u mezosferi pada s visinom, tako da gornja granica ili mezopauza, je najhladniji dio na Zemlji, gdje se temperature spuštaju ispod – 100 ºC. Visina i debljina sloja nisu precizno definirane, zbog učestalih i opsežnih promjena, u relativno kratkom vremenskom periodu. Ali najčešće se uzima da je donja granica mezosfere na 50 km, a gornja na skoro 100 km visine, osim u umjeronom pojasu i polovima, gdje je visina do 85 km.
Milijuni meteora ulazi u atmosferu, u prosjeku 40 tona na dan. Većina ih se topi i nestaje u mezosferi, kao rezultat sudara s plinskim česticama u mezosferi. Zbog toga je u mezosferi nešto veća koncentracija željeza i drugih metala, koji kasnije padaju na Zemlju. Mezosfera se nalazi iznad maksimalnih visina gdje lete zrakoplovi i ispod minimalnih visina za orbitalne svemirske letjelice. Ponekad se šalju u taj sloj istraživačke rakete, koje nose instrumente za mjerenja i naučne pokuse. Zato je mezosfera jedna od najslabije istraženih dijelova atmosfere. Tek nedavno su otkriveni crveni vilenjaci i plavi mlazevi, pojave koje se vežu uz nastajanje munja.

#### Termosfera
Termosfera je najveći sloj u Zemljinoj atmosferi, između mezosfere i egzosfere. Nalazi se na visini 90-500 km. Temperatura u termosferi raste do čak 1500°C radi ionizacije zraka (atomi u zraku postaju ioni zbog djelovanja Sunčevog zračenja). U termosferi je zrak izrazito rijedak, tako da se značajke atmosfere vrlo slabo osjete (najveći dio se nalazi iznad Kármánove crte na visini od 100 km na kojoj se smatra da počinje svemir). Međunarodna svemirska postaja ima stabilnu putanju u termosferi, negdje između 320 km i 380 km. Polarna svjetlost se javlja u termosferi.
U termosferi, na tim velikim visinama, ostaci atmosferskih plinova se raspoređuju slojevito, prema molekularnim masama. Temperatura se povećava s visinom i znatno ovisi o Sunčevoj aktivnosti. Ionizirane čestice u termosferi omogućuju prijenos radio valova na velike udaljenosti.

#### Egzosfera
Egzosfera kao sloj je smješten iznad termosfere od koje ga odvaja egzobaza ili termopauza na visini od 800 do 3 000 kilometara. U egzosferi ima malo plinova vodika i helija te ona predstavlja kontakt Zemlje i svemira. Temperatura u egzosferi dostiže do +1500 °C. Zrak je izuzetno razrijeđen, a njegove čestice kreću brzinom od 11 km/s, a nalaze na međusobnoj udaljenosti od nekoliko stotina metara. Zbog toga ioni dušika i kisika odlaze u međuplanetrani prostor.
Iznad egzosfere se može izdvojiti još jedan sloj - geokorona, na visini od oko 100 000 kilometara. On se pretežno sastoji od iona vodika. Iznad egzosfere se nalazi i magnetosfera, koja štiti Zemlju od Sunčevog vjetra. 

### Podjela atmosfere prema elektromagnetskim svojstvima

#### Ionosfera
Ionosfera je ionizirani sloj u planetnoj atmosferi. Čestice koje tvore ionosferu su elektroni i pozitivni ioni. Zemljina ionosfera nalazi se na visinama između 50 i 600 km iznad Zemljine površine. Njene dimenzije jako variraju s promjenama dana i noći, godišnjih doba i Sunčeve aktivnosti. Ionosfera pokriva dio mezosfere, termosferu i egzosferu, koji je ioniziran Sunčevom radijacijom. Ona je važan dio atmosferskog elektriciteta i gornji dijelovi čine unutrašnji rub magnetosfere. Koristimo je za prijenos radio valova do dalekih mjesta na Zemlji.

#### Magnetosfera
Magnetosfera se stvara kada struja električki nabijenih čestica, kao što je Sunčev vjetar, međusobno djeluju i skreću, zbog djelovanja Zemljinog magnetskog polja. U magnetosferi, mješavina iona i elektrona, i od Sunčevog vjetra i od zemljine ionosfere, je zarobljena s elektromagnetskim silama, koje su puno snažnije od gravitacije i sila sudaranja. Zemljina magnetosfera pruža zaštitu, bez koje život ne bi mogao preživjeti.
Usprkos imenu, ona nema oblik kugle. Kao i većina drugih planetarnih magnetosfera, ona ima ovalni oblik, kao kap rose, uglavnom zbog Sunčevog vjetra. Na strani Sunca, do njene granice je oko 70 000 km (10 do 12 zemljinih radijusa; Rz = 6371 km), od centra Zemlje. Granica magnetosfere (magnetopauza) na polovima je oko 15 Rz, a na suprotnoj strani od Sunca je 20 do 25 Rz. Područje repa magnetosfere se rasteže na udaljenosti od oko 200 Rz, a možda i više.

#### Van Allenovi pojasevi zračenja
Van Allenovi pojasevi zračenja su oblika torusa i sadrže energetski nabijene čestice (plazma), koje okružuju Zemlju, a drži ih Zemljino magnetsko polje. Te visokoenergetske elementarne čestice električki nabijaju kozmičke zrake. Zemljino magnetsko polje je jednoliko raspodjeljeno oko Zemlje, ali na Sunčevoj strani je sabijeno zbog utjecaja Sunčevog vjetra, dok na drugoj, mračnoj strani, je izduženo. 
Razlikuju se dva Van Allenova pojasa zračenja, vanjski i unutrašnji. Vanjski Van Allenov pojas zračenja sadrži visokoenergetske elektrone, dok unutrašnji sadrži protone i elektrone. Osim toga, ti pojasevi sadrže i manju količinu alfa-čestica. Ovi pojasevi su povezani i sa stvaranjem polarne svjetlosti, kada visokoenergetske čestice udaraju u gornje slojeve atmosfere i stvara se fluorescencija. 

## Fizikalna svojstva

### Tlak
Atmosferski tlak je izravna posljedica težine zraka. To znači da se tlak zraka razlikuje s mjestom i vremenom jer se količina (i težina) zraka iznad Zemlje isto tako razlikuju. Atmosferski tlak se smanjuje za ~50% na visini od oko 5 km (jednako se i oko 50% ukupne mase atmosfere nalazi unutar najnižih 5 km). Prosječni atmosferski tlak izmjeren na morskoj razini iznosi oko 101,3 kilopaskala.

### Gustoća i masa
Gustoća zraka na morskoj razini iznosi oko 1,2 kg/m3. Kao posljedice vremena javljaju se prirodne razlike u barometrijskom tlaku na bilo kojoj visini. Ta razlika je relativno malena za naseljene visine ali je mnogo više izražena u vanjskoj atmosferi i svemiru zahvaljujući promjenjivom Sunčevom zračenju.
Gustoća zraka se smanjuje s povećanjem nadmorske visine, budući se i tlak zraka smanjuje. Ona se mijenja i s promjenom temperature i vlažnosti zraka.
Ukupna masa atmosfere iznosi oko 5.1 × 1018 kg, ili oko 0,00009 % Zemljine ukupne mase. S obzirom na raspodjelu mase, vrijedi:
- 50 % mase atmosfere se nalazi do visine od 5,6 km
- 90 % mase atmosfere se nalazi do visine od 16 km
- 99,99997 % mase atmosfere se nalazi do visine od 100 km

### Heterosfera
Ispod visine od oko 100 km Zemljina atmosfera ima više-manje jednoličan sastav (osim vodene pare). Iznad oko 100 km Zemljina atmosfera ipak počinje imati sastav koji se mijenja s visinom. To je bitno jer u odsustvu miješanja gustoća plina pada eksponencijalno s porastom visine, ali po stopi koja ovisi o molekulskoj masi. Stoga sastavnice veće mase (kisik i dušik) padaju brže nego lakše sastavnice (helij, molekularni i atomarni vodik). Stoga postoji sloj nazvan heterosfera u kojoj Zemljina atmosfera ima različit sastav. Kako se visina povećava u atmosferi postepeno prevladava helij, molekularni i atomarni vodik. Precizna visina heterosfere i slojeva od kojih je sastavljena mijenja se značajno s temperaturom.

## Optička svojstva atmosfere
Sunčevo zračenje (ili Sunčeva svjetlost) je energija koju Zemlja primi sa Sunca. Intenzitet Sunčevog zračenja (Planckov zakon) se određuje sa Sunčevom konstantom, a prosječna vrijednost je 1,366 kW/m2 (mjereno sa satelita), i neznatno se mijenja sa Sunčevim ciklusima. Sunčeva konstanta uključuje sve vrste elektromagnetskog zračenja, ne samo vidljivu svjetlost.
Dio Sunčevog zračenja se odbija nazad u svemir (albedo) i Zemlja ima prosječan albedo od 37-39%. To reflektirajuće zračenje se dešava na većim valnim duljinama, u infracrvenom dijelu spektra i nama je nevidljivo (Wienov zakon pomaka). 
Kada bi uzeli u obzir samo Sunčevo zračenje i albedo Zemlje (Stefan-Boltzmannov zakon), temperature bi bila na Zemlji od 255 K (-18 °C). Zahvaljujući stakleničkim plinovima, dio Sunčevog zračenja se upija (direktno ili refleksijom – albedo) i ponovi zrači, te grije Zemlju, koja na kraju ima prosječnu temperaturu, zahvaljujući stakleničkim plinovima, od 14 °C (287 K).

### Raspršenje Sunčeve svjetlosti
Jedan dio Sunčevog zračenja prolazi direktno kroz atmosferu, što se naziva direktno ili izravno Sunčevo zračenje. Drugi dio se sudara s molekulama plina u atmosferi ili česticama prašine, te se raspršuje i naziva se raspršeno, difuzno ili indirektno Sunčevo zračenje. Na primjer, ako je oblačan dan i ne možete vidjeti svoju sjenu, onda je sva Sunčeva svjetlost raspršena. Drugi primjer, zbog pojave koja se naziva Rayleighovo raspršenje, bolje vidimo kratkovalno zračenje plave boje na nebu, koje se više raspršuje, dok dugovalno zračenje crvene boje, direktno prolazi kroz atmosferu i ne raspršuje se, te ga ne vidimo. Zbog toga vidimo nebo plavo, zbog raspršenog plavog svjetla. Zbog istog razloga vidimo zalazak Sunca crveno, jer dugovalne zrake crvene boje prolaze kroz atmosferu, dok se kratkovalne zrake plave boje raspršuju i ne vidimo ih.

### Apsorpcija Sunčeve svjetlosti
Različite molekule upijaju ili apsorbiraju različite valne duljine Sunčeve svjetlosti. Tako na primjer, molekule kisika O2 i ozona O3, upijaju gotovo sve Sunčeve zrake, kraće od 320 nm, u ultraljubičastom dijelu spektra (UVB i UVC). Molekule vode (H2O) upijaju dosta valnih duljina iznad 700 nm, u infracrvenom dijelu spektra. Izgleda kao da se atmosfera zbog toga grije, ali te iste molekule i emitiraju zračenje, tako da se atmosfera opet ohladi. 
Jedan dio apsorpcionog spektra plinova u atmosferi, ostavlja “prozore”, gdje je prigušenje slabo i dolazi do prijenosa elektromagnetskog zračenja direktno do površine Zemlje. Tako postoji optički prozor (od 320 nm do 1100 nm), koji omogućuje prolaz jednog dijela ultraljubičastog zračenja (UVA – od 320 do 400 nm), vidljive svjetlosti (od 400 do 700 nm) i dijela infracrvenog zračenja (IC – A, od 700 do 1100 nm). 
Postoji isto infracrveni prozor i radio prozor u atmosferi, koji omogućuje da jedan dio Sunčevog infracrvenog zračenja (8 do 14 µm) i radio valova (od 1 cm do 11 m), direktno pada na Zemlju. 

### Emisija
Emisija je suprotna od apsorpcije, a to je kada neki objekt zrači. Svaki objekt emitira zračenje u rasponu valnih duljina, prema krivulji zračenja idealnog crnog tijela (Planckov zakon), pa tako toplija tijela emitiraju više zračenja s kraćim valnim duljinama. Na primjer, Sunce koje ima temperaturu 5778 K (5505 ºC), ima vršnu vrijednost od otprilike 500 nm (Wienov zakon pomaka),, što je vidljivo za ljudsko oko. Zemlja ima temperature oko 287 K (14 °C), tako da zrači s vršnom vrijednošću od otprilike 10 000 nm, što je daleko u infracrvenom području i nevidljivo za naše oko. 
Zbog svojih temperatura, koje su slične temperaturi Zemlje, atmosfera emitira u infracrvenom području. Zato je na primjer, kada je noć bez oblaka, tlo se brže hladi nego kada je oblačno. Oblaci upijaju i ponovo emitiraju u infracrvenom području. Atmosfera je kao omotač, koji usporava da toplina direktno odlazi u svemir. 
Staklenički plinovi su upravo ti plinovi, koji upijaju pa zatim emitiraju zračenje, održavajući temperaturu Zemlje i manje razlike u temperaturama između dana i noći. Neki od njih upijaju i emitiraju samo u infracrvenom području, i na njih ne utjece Sunčevo zračenje, a to su upravo ugljikov dioksid CO2 i vodena para H2O. Kada je previše stakleničkih plinova, oni sprječavaju hlađenje Zemlje u infracrvenom području, koje bi trebalo zračiti u svemir. Ta neravnoteža dovodi do prisutnih klimatskih promjena. 

### Indeks prelamanja
Indeks prelamanja materijala je broj koji pokazuje koliko puta je brzina svjetlosti u nekoj sredini manja od brzine u vakuumu. Prelamanje je najočiglednija manifestacija promjene brzine svjetlosti elektromagnetskog zračenja pri prelasku iz jedne sredine u drugu. Indeks prelamanja zavisi od frekvencije svjetlosti.
Indeks prelamanja zraka ovisi o temperaturi, i s porastom temperature, prelamanje raste. Primjer za to su optičke varke u pustinji ili nad vrućom cestom.

## Strujanje atmosfere
Cirkulacija u atmosferi se odvija u okviru globalnih strujnih sustava, prenoseći toplinsku energiju od ekvatorskog područja prema polovima. Postoje tri osnovne meridionalne cirkulacijske ćelije na sjevernoj i južnoj Zemljinoj polutci, koje su određene prijenosom energije kao i Coriolisovim učinkom: 
- Hadleyeva ćelija - zrak se uzdiže u ekvatorskom području (područje međutropske zone konvergencije) zbog evaporacijskih i konvekcijskih procesa nastalih zbog jakog zagrijavanja, te se spušta u suptropskim područjima visokog tlaka (Azorska anticiklona, itd.). Posljedica ove cirkulacijske ćelije su istočni pasatni vjetrovi koji pušu od područja suptropskih anticiklona prema međutropskoj zoni konvergencije.
- ćelija umjerenih geografskih širina ili Ferrelova ćelija - obrnuto orijentirana cirkulacija od Hadleyeve, te se zbog Coriolisovog učinka javljaju zapadni vjetrovi. Na njezinoj sjevernoj granici, koja ima dodir s polarnom cirkulacijskom ćelijom, stvaraju se ciklonalni sustavi (npr. Islandska ciklona) koji svojim razvojem i gibanjem prenose toplinsku energiju zonalno i meridionalno.
- polarna cirkulacijska ćelija - zrak se spušta u području polova, istječe prema jugu (zbog Coriolisovog učinka strujanje biva zakrenuto prema zapadu) te sudjeluje u konvekcijskom stvaranju ciklona.

Osim meridionalnih cirkulacijskih ćelija, postojanje kopnenih površina uvjetuje i stvaranje zonalnih ćelija. Jedna od zonalnih ćelija se javlja nad područjem Tihog oceana, definirajući uvjete za nastajanje El-Niña. Deformacija se javlja i zbog visokih planinskih lanaca kao što je Himalajsko gorje, koje ne dozvoljava strujanje u nižim slojevima te uvjetuje pojavu monsuna u području Indijskog potkontinenta.

## Evolucija Zemljine atmosfere
O povijesti Zemljine atmosfere prije milijardu godina malo se zna, ali sljedeće predstavlja vjerojatan slijed događaja. Kako god bilo, to još uvijek ostaje područje istraživanja.
Današnja atmosfera se ponekad odnosi na Zemljinu "treću atmosferu" kao bi se razlikovao trenutačni kemijski sastav od dva značajno različita prijašnja sastava. Prvotna atmosfera se sastojala od vodika i helija. Toplina (iz rastaljene kore i sa Sunca) je raspršila atmosferu.
Oko prije 3,5 milijardi godina površina se dovoljno ohladila da se oblikuje Zemljina kora koja se još uvijek sastojala od brojnih vulkana koji su ispuštali paru, ugljikov dioksid i amonijak. To je dovelo do stvaranja "druge atmosfere" koja je u početku bila sastavljena od ugljikovog dioksida i dušika uz nešto vodene pare ali praktički bez kisika. (Iako simulacije iz 2005. provedene na Sveučilištima u Waterloou i Coloradu pokazuju da je mogla imati i do 40% vodika.) Ta je druga atmosfera imala ~100 puta više plinova od trenutačne atmosfere. Općenito se vjeruje da je efekt staklenika, uzrokovan visokim razinama ugljikovog dioksida, čuvao Zemlju od smrzavanja.
Tijekom sljedećih nekoliko milijardi godina vodena se para kondenzirala pa je stvorila kišu i oceane koji su počeli otapati ugljikov dioksid. Oceani su apsorbirali približno 50% ugljikovog dioksida. Jedna od najranijih vrsta bakterija bile su cijanobakterije. Foslini dokaz pokazuje da su te bakterije postojale prije približno 3.3 milijardi godina i da su bile prvi evoluirajući fototropni organizmi koji su proizvodili kisik. One su odgovorne za prvotnu pretvorbu Zemljine atmosfere iz anoksičnog (stanje bez kisika) u oksično (s kisikom) stanje. Kako su cijanobakterije bile prve koje su započele fotosintezu kisika, mogle su promijeniti ugljikov dioksid u kisik pa su odigrale glavnu ulogu u oksigenaciji atmosfere.
Fotosintetske biljke su evoluirale te su i one počele sve više pretvarati ugljikov dioksid u kisik. S vremenom je višak ugljika postao zatvoren u fosilnim gorivima, sedimentnim stijenama (vapnenac) i životinjskim ljušturama. 
Pojavom sve više biljaka razina kisika se značajno povećala (dok se razina ugljikovog dioksida smanjila). U početku se kisik spajao s različitim elementima (npr. željezom) da bi se na kraju akumulirao u atmosferi — rezultirajući masovnim izumiranjem i daljnjom evolucijom. Pojavom ozonskog sloja (ozon je alotrop kisika) životni su uvjeti bili bolje zaštićeni od ultraljubičastog zračenja. Ova atmosfera od kisika i dušika čini "treću atmosferu".

## Više informacija
- Atmosferski elektricitet
- Efekt staklenika
- Globalno zatopljenje
- Zapisi temperatura tijekom prošlosti
- Zrak
- Visoka atmosfera